# Dave Christian
David William Christian (* 12. května 1959, Warroad, Minnesota, USA je bývalý americký hokejový útočník a trenér.

## Hráčská kariéra

### Amatérská kariéra
Juniorský hokej hrával v lize NCAA v týmu University of North Dakota, kde hrával dvě sezóny a v posledním sezóně 1978/79 s týmem vyhráli ligu. Po sezóně byl draftován v roce 1979 ve 2. kole celkově 40., týmem Winnipeg Jets.

### Profesionální kariéra
V následující sezóně 1979/80 hrával v americkém rozvojovém programu, kde za 59 odehraných zápasů vstřelil 10 gólů a 20 asistencí byl později nominován do americké reprezentace v OH 1980, kde získali zlaté medaile (Zázrak na ledě). Poté se již nevrátil do rozvojového programu USA ale šel hrát do NHL do Winnipeg Jets, kteří si ho vybrali z draftu. Opět v následující sezóně, kdy hrál za Jets s týmem nepostoupili do playoff byl nakonec přizván do americké reprezentace v mistrovství světa. V Jets strávil dohromady čtyři sezóny v nichž dvakrát postoupil do playoff. 8. března 1983 byl vyměněn do týmu Washington Capitals za 1. kolo draftu (Bobby Dollas) 1983. V Capitals se stal jeden z nejlepších hráčů a se svým týmem v každé sezóně postoupili do playoff, boj o Stanley cup. 13. prosince 1989 byl vyměněn do týmu Boston Bruins za Boba Joyce. V Bruins odehrál dvě sezóny v nichž se dvakrát probojovali do playoff. V první playoff si zahrál poprvé a také i naposled finále Stanley cupu, kdy prohráli s týmem Edmonton Oilers 1:4 na zápasy a v následující sezóně dokráčel s týmem do finále konferencí. Za jeho dobré výkony v NHL byl vybrán v roce 1991 do NHL All-Star Game. 30. července 1991 byl vyměněn do týmu St. Louis Blues za 3. kolo draftu (Vitali Prochorov) a 7. kolo draftu (Lance Burns) 1992, jako náhradu podepsal Bruins dva volné hráče Dave Thomlinson a Glen Featherstone. V Blues odehrál jednu sezónu a v ní nasbíral 44 bodů a v playoff se stal v týmu druhým nejlepším střelcem. Poté, co s týmem Blues nepostoupil dále v playoff byl pozván do americké reprezentace v kanadském poháru 1991 kde došli až do finále. 4. října 1992 si ho tým Chicago Blackhawks stáhlo z Waiver listu. V Blackhawksu už neměl takové střelecké štěstí, kdy v první sezóně v týmu nastřílel za 60 zápasů pouhé 4 branky. V následující sezóně hrával častěji v IHL v týmu Indianapolis Ice kde odehrál 40 zápasů a v Blackhawks odehrál celkem 10 zápasů. Poslední dvě sezóny 1994/96 strávil v IHL v týmu Minnesota Moose, poté ve věku 37 let ukončil hráčskou kariéru.

## Trenérská kariéra
Po roční pauze od hokeje začal trénovat tým Fargo-Moorhead Ice Sharks v USHL kde strávil tři sezóny 1997/2000. V týmu také dělal generálního manažera.

## Zajímavosti
- V prvním zápase v NHL v týmu Winnipeg Jets vstřelil svůj první gól teprve v 7 sekundě a ustanovil klubový rekord Jets a dokonce v celé historii NHL.
- O olympijském triumfu v Lake Placid 1980 byl v roce 2004 natočen film, ve kterém Christiana hrál Stephen Kovalcik.

## Ocenění a úspěchy
- 1991 NHL - All-Star Game
- 2001 uveden do americké hokejové síně slávy

## Prvenství
- Debut v NHL - 2. března 1980 (Winnipeg Jets proti Chicago Blackhawks)
- První gól v NHL - 2. března 1980 (Winnipeg Jets proti Chicago Blackhawks, kanadskému brankáři Mike Veisor)
- První asistence v NHL - 9. března 1980 (Winnipeg Jets proti Atlanta Flames)
- První hattrick v NHL - 26. března 1980 (Winnipeg Jets proti Hartford Whalers)

## Klubové statistiky
| Sezóna       | Klub                       | Soutěž       |      | Základní část | Základní část | Základní část | Základní část | Základní část |    | Play off | Play off | Play off | Play off | Play off |
| Sezóna       | Klub                       | Soutěž       | Z    | G             | A             | B             | TM            | Z             | G  | A        | B        | TM       |          |          |
| 1977/1978    | University of North Dakota | NCAA         | 38   | 8             | 16            | 24            | 14            | —             | —  | —        | —        | —        |          |          |
| 1978/1979    | University of North Dakota | NCAA         | 40   | 22            | 24            | 46            | 22            | —             | —  | —        | —        | —        |          |          |
| 1979/1980    | Winnipeg Jets              | NHL          | 15   | 8             | 10            | 18            | 2             | —             | —  | —        | —        | —        |          |          |
| 1980/1981    | Winnipeg Jets              | NHL          | 80   | 28            | 43            | 71            | 22            | —             | —  | —        | —        | —        |          |          |
| 1981/1982    | Winnipeg Jets              | NHL          | 80   | 25            | 51            | 76            | 28            | 4             | 0  | 1        | 1        | 2        |          |          |
| 1982/1983    | Winnipeg Jets              | NHL          | 55   | 18            | 26            | 44            | 23            | 3             | 0  | 0        | 0        | 0        |          |          |
| 1983/1984    | Washington Capitals        | NHL          | 80   | 29            | 52            | 81            | 28            | 8             | 5  | 4        | 9        | 5        |          |          |
| 1984/1985    | Washington Capitals        | NHL          | 80   | 26            | 43            | 69            | 14            | 5             | 1  | 1        | 2        | 0        |          |          |
| 1985/1986    | Washington Capitals        | NHL          | 80   | 41            | 42            | 83            | 15            | 9             | 4  | 4        | 8        | 0        |          |          |
| 1986/1987    | Washington Capitals        | NHL          | 76   | 23            | 27            | 50            | 8             | 7             | 1  | 3        | 4        | 6        |          |          |
| 1987/1988    | Washington Capitals        | NHL          | 80   | 37            | 21            | 58            | 26            | 14            | 5  | 6        | 11       | 6        |          |          |
| 1988/1989    | Washington Capitals        | NHL          | 80   | 34            | 31            | 65            | 12            | 6             | 1  | 1        | 2        | 0        |          |          |
| 1989/1990    | Washington Capitals        | NHL          | 28   | 3             | 8             | 11            | 4             | —             | —  | —        | —        | —        |          |          |
| 1989/1990    | Boston Bruins              | NHL          | 50   | 12            | 17            | 29            | 8             | 21            | 4  | 1        | 5        | 4        |          |          |
| 1990/1991    | Boston Bruins              | NHL          | 78   | 32            | 21            | 53            | 41            | 19            | 8  | 4        | 12       | 4        |          |          |
| 1991/1992    | St. Louis Blues            | NHL          | 78   | 20            | 24            | 44            | 41            | 4             | 3  | 0        | 3        | 0        |          |          |
| 1992/1993    | Chicago Blackhawks         | NHL          | 60   | 4             | 14            | 18            | 12            | 1             | 0  | 0        | 0        | 0        |          |          |
| 1993/1994    | Indianapolis Ice           | IHL          | 40   | 8             | 18            | 26            | 6             | —             | —  | —        | —        | —        |          |          |
| 1993/1994    | Chicago Blackhawks         | NHL          | 9    | 0             | 3             | 3             | 0             | 1             | 0  | 0        | 0        | 0        |          |          |
| 1994/1995    | Minnesota Moose            | IHL          | 81   | 38            | 42            | 80            | 16            | 3             | 0  | 1        | 1        | 0        |          |          |
| 1995/1996    | Minnesota Moose            | IHL          | 69   | 21            | 25            | 46            | 8             | —             | —  | —        | —        | —        |          |          |
| Celkem v NHL | Celkem v NHL               | Celkem v NHL | 1009 | 340           | 433           | 773           | 284           | 102           | 32 | 25       | 57       | 27       |          |          |

## Reprezentace

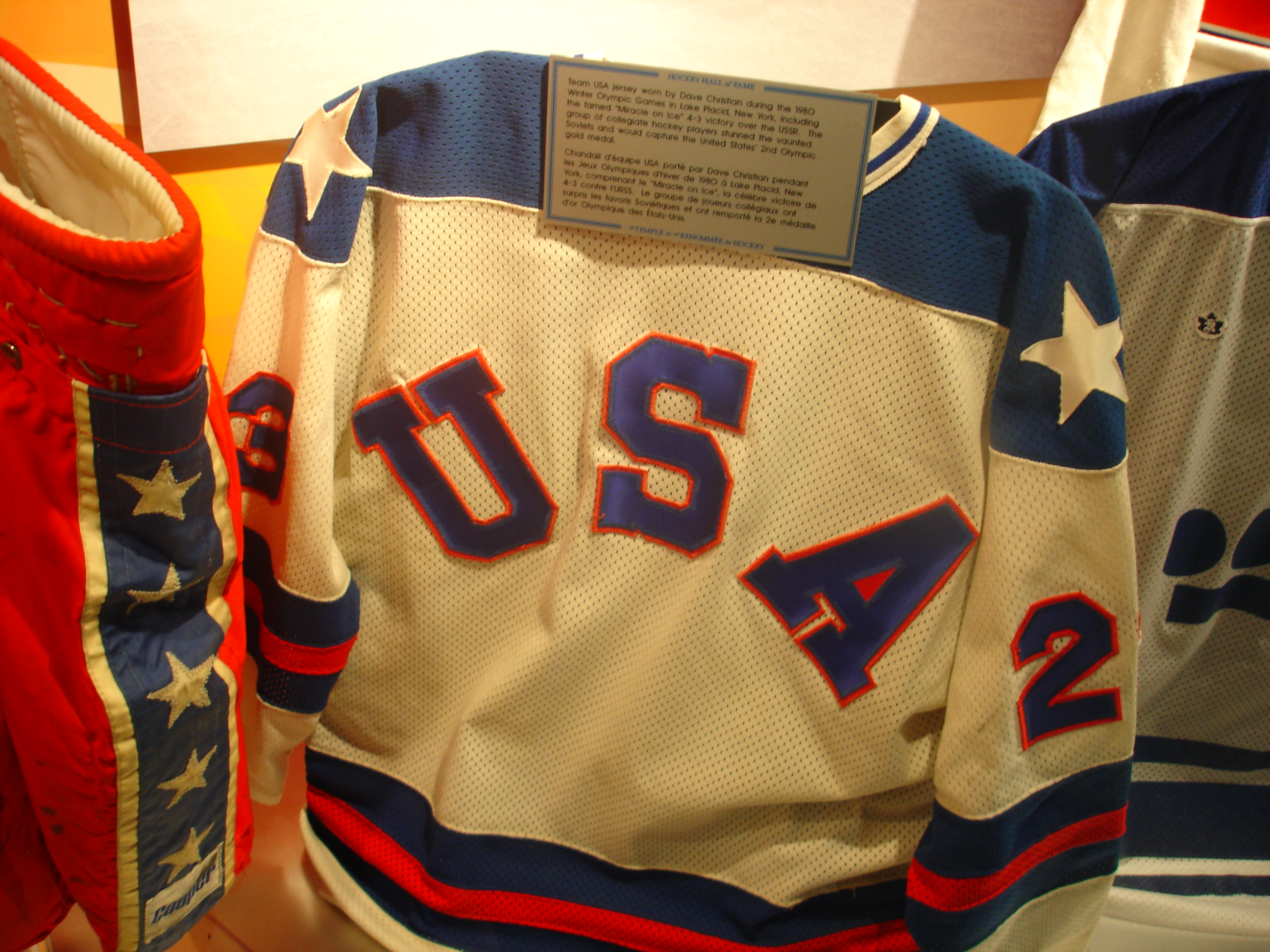
Dres americké reprezentace s číslem 23, které nosil Dave Christian v OH 1980

| Rok         | Tým         | Soutěž      | Z  | G  | A | B  | TM |
| ----------- | ----------- | ----------- | -- | -- | - | -- | -- |
| 1980        | USA         | OH          | 7  | 0  | 8 | 8  | 6  |
| 1981        | USA         | KP          | 6  | 1  | 0 | 1  | 4  |
| 1981        | USA         | MS          | 8  | 8  | 3 | 11 | 6  |
| 1984        | USA         | KP          | 6  | 2  | 1 | 3  | 2  |
| 1989        | USA         | MS          | 6  | 4  | 3 | 7  | 2  |
| 1991        | USA         | KP          | 7  | 1  | 1 | 2  | 0  |
| Celkem v KP | Celkem v KP | Celkem v KP | 19 | 4  | 2 | 6  | 6  |
| Celkem v MS | Celkem v MS | Celkem v MS | 14 | 12 | 6 | 18 | 8  |